# Christina Clemons
Christina Clemons (născută Manning; n. 29 mai 1990, Waldorf, Comitatul Charles, Maryland, SUA) este o atletă americană, specializată în 100 m garduri.

## Carieră sportivă
Christina Manning a fost campioană multiplă a National Collegiate Athletic Association și a deținut de mai multe ori titlul de atletul anului al Big Ten Conference, reprezentând echipa Ohio State Buckeyes. De asemenea, a fost atleta anului din Ohio în 2012, fiind introdusă în „panoul de onoare” (hall of fame) al Universității de Stat din Ohio.
Prima competiție internațională importantă la care a participat a fost Universiada de vară de la Shenzhen, în 2011, unde a câștigat medalia de bronz la proba de 100 m garduri și cea de argint la ștafetă 100 m. În același an a înregistrat pentru prima oară un timp mai bun decât 13 s la 100 m garduri, și anume 12,86 s, la Iowa City. Către sezonul din 2017, noul său record personal a devenit 12,62 s. A câștigat cursa de 60 m garduri la Grand Prix în sală din Birmingham, 2017. Atleta a luat locul 3 în Campionatul Statelor Unite, cu un rezultat de 12,70 s, fiind admisă astfel în echipa SUA la Campionatul Mondial din Londra. Acolo a luat locul 1 în calificări și în semifinală, calificându-se în finală, unde s-a plasat pe locul 5, cu o miime de secundă în spatele titularei recordului mondial Kendra Harrison. La 6 iulie, la Lausanne, și-a doborât iar propriul record cu un timp de 12,58 s, după care 12,54 s la ISTAF Berlin la 27 august.
La 3 februarie 2018, s-a poziționat pe locul 2 la 60 m garduri la Karlsruhe, cedând lui Sharika Nelvis (7,80 s, cea mai bună reușită a anului) cu doar 0,01 s, stabilind un nou record personal. Trei zile mai târziu, a depășit-o pe Nelvis la Düsseldorf și a luat locul 1, cu cel mai bun timp al competiției și al său personal, de 7,77 s.
La 18 februarie, Christina Manning s-a clasat pe locul 3 într-o cursă istorică din cadrul Campionatului Statelor Unite, în care, cu un rezultat de 7,73 s, a devenit a cincea cea mai bună atletă din istorie la proba respectivă. Sharika Nelvis a câștigat acea cursă cu 7,70 s, acesta fiind al treilea cel mai bun rezultat din istoria lumii și recordul absolut pentru America de Nord, America Centrală și Caraibe (recordul anterior fiind de 7,72 s și fiind înregistrat de Lolo Jones, 2010, și Kendra Harrison, 2018). Kendra Harrison a luat locul 2, egalându-și propriul record (7,72 s).
La 3 martie 2018, la Campionatul Mondial de Atletism în sală de la Birmingham, Christina Manning a luat medalia de argint, cu 7,79 s, cedând lui Kendra Harrison (7,70 s).
În cadrul Jocurilor Olimpice din 2020, Clemons s-a clasat pe locul 4 în prima semifinală a probei 100 m garduri, ratând calificarea în finală.

## Viață personală
La 28 decembrie 2017, Christina Manning s-a logodit cu atletul olimpic Kyle Clemons. Cei doi s-au căsătorit la 1 decembrie 2018, iar atleta a luat numele soțului său.

## Realizări
| An   | Competiție                  | Locație                    | Loc | Eveniment          | Note    |
| ---- | --------------------------- | -------------------------- | --- | ------------------ | ------- |
| 2011 | Universiade                 | Shenzhen, China            | 3   | 100 m garduri      | 13,17   |
| 2011 | Universiade                 | Shenzhen, China            | 2   | 4 × 100 m          | 43,48   |
| 2017 | Campionatul Mondial         | Londra, Marea Britanie     | 5   | 100 m garduri      | 12 s 74 |
| 2018 | Campionatul Mondial în sală | Birmingham, Marea Britanie | 2   | 60 m garduri       | 7,79    |
| 2019 | Ștafetele Mondiale          | Yokohama, Japonia          | 1   | ștafetă de garduri | 54,96   |
| 2021 | Jocurile Olimpice           | Tokio, Japonia             | 14  | 100 m garduri      | 12,76   |

## Recorduri personale
| Probă                | Performanță | Dată              | Locație     |
| -------------------- | ----------- | ----------------- | ----------- |
| 100 m garduri        | 12,51 s     | 20 iunie 2021     | Eugene      |
| 60 m garduri în sală | 7,73 s      | 18 februarie 2018 | Albuquerque |

## Legături externe
Materiale media legate de Christina Clemons la Wikimedia Commons
- en Christina Clemons la World Athletics
- en Christina Clemons la Olympedia.org
- en  Christina Clemons la athleticspodium.com